# Kościół św. Błażeja w Siġġiewi
Kościół świętego Błażeja (malt. Il-knisja ta’ San Blas, ang. St Blaise's Church) – niewielki rzymskokatolicki kościół pod wezwaniem św. Błażeja, stojący przy drodze z Siġġiewi do Rabatu na terenie znanym jako San Blas, w granicach miejscowości Siġġiewi na Malcie.

Kościół, choć leżący w granicach Siġġiewi, jest jednak pod jurysdykcją katedry w Mdinie. 

## Historia
Pierwsza na tym skalistym, odsłoniętym miejscu kaplica pod wezwaniem św. Błażeja powstała w 1430. Jednak w przeciwieństwie do większości kościołów i kaplic na Malcie, nie została ona wymieniona w raportach papieskiego wizytatora Pietro Dusiny z 1575. Najprawdopodobniej była już wtedy w gruzach, jakkolwiek wspomniane zostało, że jeden z kanoników katedralnych, Pietro Cubelles, miał w 1575 prebendę San Blas tar-Rwieħ.
W 1691 kościół został odbudowany przez kanonika Antonio Manso, który otrzymał go jako prebendę. Budynek przybrał wtedy formę znaną współcześnie. Jest to upamiętnione inskrypcją wewnątrz kościoła, na której wspomniany jest ówczesny biskup Malty Davide Cocco Palmieri oraz wielki mistrz Gregorio Carafa. 

## Architektura

### Wygląd zewnętrzny
Fasada kościoła jest bardzo prosta, z dwoma pilastrami na rogach budynku, na których prostych kapitelach znajdują się ornamenty w formie płomienia. Fasadę wieńczy prosty trójkątny fronton, górujący nad wolim okiem. Ponad prostokątnymi drzwiami wejściowymi niewielki gzyms.
Na północnej elewacji znajduje się boczne wejście. Nad bocznymi ścianami po dwa kamienne „działa” odprowadzające wody opadowe. Nad tylną elewacją, do której dobudowana jest zakrystia, prosta dzwonnica w formie arkady, bez dzwonu. 

### Wnętrze
Kościół ma plan prostokąta, jego zbudowane z kamiennych płyt sklepienie kolebkowe wsparte jest na pięciu łukach. Ołtarz umieszczony jest w głębokiej wnęce pomiędzy dwoma pilastrami w stylu toskańskim, zamkniętej łukiem. Do 6 maja 1974 r., kiedy to został skradziony, znajdował się tam obraz z 1704 r., pędzla Giuseppe D’Areny Święty Błażej. Odzyskany po niedługim czasie, ze względów bezpieczeństwa przeniesiony został do muzeum katedralnego w Mdinie. Na jego miejscu umieszczono kopię. Nad obrazem dwa putta trzymające kartusz z łacińską sentencją z 1 Księgi Machabejskiej "Directa est salus in manu eius" (1 Mch 3,6).
Po obu stronach ołtarza drzwi do niewielkiej zakrystii, w której znajduje się kamienna rzeźba świętego. Są tam też wąskie spiralne schody, wiodące na dach budynku.

## Kościół dzisiaj
Około 2010 budynek został odnowiony; dziś opiekuje się nim Moviment Azzjoni Soċjali (MAS). Msza święta odprawiana jest w kościele w każdą pierwszą niedzielę miesiąca o godz. 10:00.

## Ochrona dziedzictwa kulturowego
Budynek kościoła umieszczony jest na liście National Inventory of the Cultural Property of the Maltese Islands pod nr. 2175.